# Superliga Brasileira de Voleibol Feminino de 2015–16 - Série A
A Superliga Brasileira de Voleibol Feminino de 2015–16 - Série A foi a 22ª edição desta competição organizada pela Confederação Brasileira de Voleibol através da Unidade de Competições Nacionais. Também foi a 38ª edição do Campeonato Brasileiro de Voleibol Feminino, a principal competição entre clubes de voleibol feminino do Brasil. Participaram do torneio doze equipes provenientes de quatro estados brasileiros (São Paulo, Rio de Janeiro, Minas Gerais e Santa Catarina) e do Distrito Federal. Edição que marcou a inédita final para o Dentil Praia Clube,que finalizou com vice-campeonato, também marcou pela presença de um time mineiro na disputa pelo título, fato que não ocorria desde a temporada 2003-04 e conquista do décimo primeiro título do clube Rexona-Ades RJ, feito alcançado na partida realizada no Ginásio Nilson Nelson na capital federal, a ponteira Natália Pereira foi eleita a Melhor Jogadora da Final, por votação popular, mas com um atitude desportiva reconheceu e entregou o Troféu VivaVôlei  a oposto Monique Pavão que foi decisiva na partida final, tal conquista representa o tetracampeonato consecutivo da agremiação carioca, diante de 9.214 espectadores.

## Regulamento
A fase classificatória da competição foi disputada por doze equipes em dois turnos. Em cada turno, todos os times jogaram entre si uma única vez. Os jogos do segundo turno foram realizados na mesma ordem do primeiro, apenas com o mando de quadra invertido.
Os oito clubes primeiros colocados se classificaram para os play-offs. Nesta fase, a vitória por 3-0 ou 3-1 garantiu três pontos para o ganhador e nenhum ponto para o perdedor. Já com o placar de 3-2, o ganhador da partida somou dois pontos e o perdedor um. Os dois últimos colocados foram rebaixados para a Série B 2016.
Na seguinte ordem foram os critérios de desempate:número de vitórias,sets average, pontos average; confronto direto (no caso de empate entre duas equipes) e por último sorteio.Os play-offs foram divididos em três fases - quartas-de-final, semifinais e final.
Nas quartas-de-final houve um cruzamento entre as equipes com os melhores índices técnicos seguindo a lógica: 1ª x 8ª (A); 2ª x 7ª(B); 3ª x 6ª(C) e 4ª x 5ª(D). Estas jogaram partidas em melhor de 3 (jogos), sendo um mando de campo para cada e o jogo de desempate, caso necessário, no ginásio da equipe com o melhor índice técnico da fase classificatória.
As semifinais foram disputadas pelas equipes que passaram das quartas-de-final, seguindo a lógica: vencedora do duelo A x vencedora do duelo D; vencedora do duelo B x vencedora do duelo C. Estas jogaram novamente partidas em melhor de 3 (jogos), sendo um mando de campo para cada e o jogo de desempate, caso necessário, no ginásio da equipe com o melhor índice técnico da fase classificatória.
As vencedoras se classificaram para a final, que foi disputada em jogo único no estado do primeiro colocado da fase classificatória. A terceira e a quarta colocações foram definidas pelo melhor índice técnico da fase classificatória.
Os sets do torneio foram disputados até 25 pontos com a diferença mínima de dois pontos (com exceção do quinto set, que foi vencido pela equipe que fizesse 15 pontos com pelo menos dois de diferença). Ocorreram paradas técnicas no 8º e no 16º pontos da equipe que primeiro os alcançaram.

## Equipes participantes
Doze equipes disputaram o título da Superliga Feminina de 2015/2016 - Série A. Foram elas:
| Equipe Nome fantasia                           | Ginásio Cidade                        | Capacidade | Temporada 2014/2015             |
| ---------------------------------------------- | ------------------------------------- | ---------- | ------------------------------- |
| Rio de Janeiro VC Rexona Ades Rio              | Tijuca TC Rio de Janeiro              | 3 000      | 1º                              |
| SESI-SP SESI São Paulo                         | Sesi Vila Leopoldina São Paulo        | 800        | 3º                              |
| Osasco VC Vôlei Nestlé Osasco                  | José Liberatti Osasco                 | 4 500      | 2º                              |
| Praia Clube Dentil Praia Clube                 | Oranides Nascimento Uberlândia        | 1 730      | 5º                              |
| EC Pinheiros                                   | Henrique Villaboim São Paulo          | 1 100      | 6º                              |
| São Caetano EC São Cristóvão Saúde/São Caetano | Lauro Gomes São Caetano do Sul        | 5 000      | 8º                              |
| IAV Brasília Brasília Vôlei                    | Sesi Taguatinga Taguatinga            | 1 150      | 7º                              |
| AAD São Bernardo São Bernardo Vôlei            | Adib Moysés Dib São Bernardo do Campo | 5 730      | 10º                             |
| Minas Tênis Clube Camponesa/Minas              | Arena JK Belo Horizonte               | 3 650      | 4º                              |
| Rio do Sul Vôlei Rio do Sul/Equibrasil         | Artenir Werner Rio do Sul             | 1 500      | 9º                              |
| Vôlei Bauru Concilig/Vôlei Bauru               | Panela de Pressão Bauru               | 2 000      | 1º (Série B)                    |
| CC Valinhos Renata/Valinhos Country            | Pedro Ezequiel da Silva Valinhos      | 3 500      | 1º (Torneio Seletivo Superliga) |

## Fase classificatória

### Classificação
- Vitória por 3 sets a 0 ou 3 a 1: 3 pontos para o vencedor;
- Vitória por 3 sets a 2: 2 pontos para o vencedor e 1 ponto para o perdedor.
- Não comparecimento, a equipe perde 2 pontos.
- Em caso de igualdade por pontos, os seguintes critérios servem como desempate: número de vitórias, média de sets e média de pontos.

|  |                                                 |
|  | Equipes classificadas para às quartas-de-final. |
|  | Rebaixadas para a Série B 2017.                 |

|     |                                 |     | Jogos | Jogos | Jogos | Resultados | Resultados | Resultados | Resultados | Resultados | Resultados | Sets | Sets | Sets  | Pontos | Pontos | Pontos |
| Pos | Equipe                          | Pts | T     | V     | D     | 3–0        | 3–1        | 3–2        | 2–3        | 1–3        | 0–3        | V    | P    | R     | V      | P      | R      |
| --- | ------------------------------- | --- | ----- | ----- | ----- | ---------- | ---------- | ---------- | ---------- | ---------- | ---------- | ---- | ---- | ----- | ------ | ------ | ------ |
| 1   | Rexona Ades Rio                 | 60  | 22    | 21    | 1     | 14         | 4          | 3          | 0          | 1          | 0          | 64   | 13   | 4.923 | 1876   | 1468   | 1.278  |
| 2   | Dentil Praia Clube              | 52  | 22    | 17    | 5     | 9          | 7          | 1          | 2          | 2          | 1          | 57   | 24   | 2.375 | 1879   | 1656   | 1.135  |
| 3   | Camponesa Minas                 | 49  | 22    | 16    | 6     | 8          | 6          | 2          | 3          | 1          | 2          | 55   | 28   | 1.964 | 1926   | 1694   | 1.137  |
| 4   | Vôlei Nestlé Osasco             | 47  | 22    | 16    | 6     | 11         | 3          | 2          | 1          | 3          | 2          | 53   | 25   | 2.120 | 1828   | 1573   | 1.162  |
| 5   | Terracap Brasília Vôlei         | 39  | 22    | 12    | 10    | 9          | 2          | 1          | 4          | 4          | 2          | 48   | 34   | 1.412 | 1857   | 1767   | 1.051  |
| 6   | Rio do Sul Equibrasil           | 35  | 22    | 13    | 9     | 4          | 3          | 6          | 2          | 3          | 4          | 46   | 42   | 1.095 | 1908   | 1903   | 1.003  |
| 7   | Sesi-SP                         | 29  | 22    | 9     | 13    | 2          | 5          | 2          | 4          | 2          | 7          | 37   | 48   | 0.771 | 1873   | 1852   | 1.011  |
| 8   | Pinheiros Klar                  | 28  | 22    | 9     | 13    | 4          | 4          | 1          | 2          | 7          | 4          | 38   | 45   | 0.844 | 1744   | 1876   | 0.930  |
| 9   | São Cristóvão Saúde São Caetano | 23  | 22    | 8     | 14    | 3          | 1          | 4          | 3          | 5          | 6          | 35   | 51   | 0.686 | 1811   | 1906   | 0.950  |
| 10  | Concilig Vôlei Bauru            | 20  | 22    | 6     | 16    | 4          | 1          | 1          | 3          | 3          | 10         | 27   | 51   | 0.529 | 1672   | 1858   | 0.900  |
| 11  | Renata Valinhos Country         | 7   | 22    | 3     | 19    | 1          | 0          | 2          | 0          | 2          | 17         | 11   | 61   | 0.180 | 1340   | 1752   | 0.765  |
| 12  | São Bernardo Vôlei              | 7   | 22    | 2     | 20    | 1          | 1          | 0          | 1          | 4          | 15         | 12   | 61   | 0.197 | 1352   | 1761   | 0.768  |

### Confrontos
|                         | REX | SES | VON | DPC | ECP | SCS | BSB | SBV | CMT | RDS | AVB | RVC | Pos |
| REX Rio de Janeiro VC   |     | 3–0 | 3–0 | 3–0 | 3–1 | 3–0 | 0–3 | 3–0 | 3–0 | 3–0 | 1–3 | 3–0 | 1º  |
| SES SESI-SP             | 0–3 |     | 1–3 | 3–2 | 3–1 | 2–3 | 0–3 | 3–1 | 0–3 | 2–3 | 3–0 | 3–1 | 7º  |
| VON Vôlei Nestlé Osasco | 0–3 | 3–0 |     | 3–1 | 3–0 | 3–0 | 3–0 | 3–0 | 1–3 | 3–1 | 3–0 | 3–0 | 4º  |
| DPC Praia Clube         | 1–3 | 3–0 | 3–1 |     | 3–1 | 3–0 | 3–1 | 3–0 | 3–2 | 3–0 | 3–0 | 3–0 | 2º  |
| ECP EC Pinheiros        | 1–3 | 2–3 | 2–3 | 1–3 |     | 3–1 | 1–3 | 3–0 | 3–2 | 3–0 | 3–1 | 3–0 | 8º  |
| SCS São Caetano Vôlei   | 0–3 | 3–1 | 0–3 | 1–3 | 1–3 |     | 1–3 | 2–3 | 2–3 | 2–3 | 3–2 | 3–0 | 9º  |
| BSB Brasília Vôlei      | 2–3 | 3–2 | 2–3 | 1–3 | 0–3 | 3–0 |     | 3–0 | 1–3 | 3–0 | 3–0 | 3–0 | 5º  |
| SBV AAD São Bernardo    | 0–3 | 1–3 | 0–3 | 0–3 | 3–1 | 2–3 | 0–3 |     | 1–3 | 0–3 | 0–3 | 0–3 | 12º |
| CMT Minas Tênis Clube   | 2–3 | 3–0 | 3–1 | 0–3 | 3–0 | 3–1 | 3–2 | 3–0 |     | 3–1 | 3–0 | 3–0 | 3º  |
| RDS Rio do Sul Vôlei    | 2–3 | 3–2 | 1–3 | 3–2 | 3–0 | 3–2 | 3–2 | 3–1 | 3–1 |     | 3–0 | 3–1 | 6º  |
| AVB Vôlei Bauru         | 3–1 | 1–3 | 0–3 | 1–3 | 3–0 | 2–3 | 0–3 | 3–0 | 0–3 | 3–2 |     | 3–0 | 10º |
| RVC CC Valinhos         | 0–3 | 3–2 | 0–3 | 0–3 | 0–3 | 0–3 | 0–3 | 0–3 | 0–3 | 0–3 | 3–3 |     | 11º |

## Playoffs
|  | Quartas-de-final                  | Quartas-de-final                  | Quartas-de-final                  | Quartas-de-final                  | Quartas-de-final                  |   |                     | Semifinais                        | Semifinais                        | Semifinais                        | Semifinais                        | Semifinais                        |  |  | Final              | Final              | Final              | Final              | Final              | Final              | Final              |
|  | 11 de março à 18 de março de 2016 | 11 de março à 18 de março de 2016 | 11 de março à 18 de março de 2016 | 11 de março à 18 de março de 2016 | 11 de março à 18 de março de 2016 |   |                     | 21 de março à 28 de março de 2016 | 21 de março à 28 de março de 2016 | 21 de março à 28 de março de 2016 | 21 de março à 28 de março de 2016 | 21 de março à 28 de março de 2016 |  |  | 3 de abril de 2016 | 3 de abril de 2016 | 3 de abril de 2016 | 3 de abril de 2016 | 3 de abril de 2016 | 3 de abril de 2016 | 3 de abril de 2016 |
|  |                                   |                                   |                                   |                                   |                                   |   |                     |                                   |                                   |                                   |                                   |                                   |  |  |                    |                    |                    |                    |                    |                    |                    |
|  | 1º                                | Rio de Janeiro VC                 | 3                                 | 3                                 | –                                 |   |                     |                                   |                                   |                                   |                                   |                                   |  |  |                    |                    |                    |                    |                    |                    |                    |
|  | 8º                                | EC Pinheiros                      | 0                                 | 0                                 | –                                 |   |                     |                                   |                                   |                                   |                                   |                                   |  |  |                    |                    |                    |                    |                    |                    |                    |
|  | 8º                                | EC Pinheiros                      | 0                                 | 0                                 | –                                 |   | 1º                  | Rio de Janeiro VC                 | 2                                 | 3                                 | 3                                 |                                   |  |  |                    |                    |                    |                    |                    |                    |                    |
|  |                                   |                                   |                                   |                                   |                                   |   | 1º                  | Rio de Janeiro VC                 | 2                                 | 3                                 | 3                                 |                                   |  |  |                    |                    |                    |                    |                    |                    |                    |
|  |                                   | 4º                                | Vôlei Nestlé Osasco               | 3                                 | 1                                 | 0 |                     |                                   |                                   |                                   |                                   |                                   |  |  |                    |                    |                    |                    |                    |                    |                    |
|  | 4º                                | 4º                                | Vôlei Nestlé Osasco               | 3                                 | 1                                 | 0 | Vôlei Nestlé Osasco | 3                                 | 3                                 | –                                 |                                   |                                   |  |  |                    |                    |                    |                    |                    |                    |                    |
|  | 4º                                |                                   |                                   |                                   |                                   |   | Vôlei Nestlé Osasco | 3                                 | 3                                 | –                                 |                                   |                                   |  |  |                    |                    |                    |                    |                    |                    |                    |
|  | 5º                                | Brasília                          | 0                                 | 0                                 | –                                 |   |                     |                                   |                                   |                                   |                                   |                                   |  |  |                    |                    |                    |                    |                    |                    |                    |
|  |                                   |                                   |                                   |                                   |                                   |   |                     |                                   |                                   |                                   |                                   |                                   |  |  | 1º                 | Rio de Janeiro VC  | 3                  |                    |                    |                    |                    |
|  |                                   |                                   | 2º                                | Praia Clube                       | 1                                 |   |                     |                                   |                                   |                                   |                                   |                                   |  |  |                    |                    |                    |                    |                    |                    |                    |
|  | 2º                                | Praia Clube                       | 0                                 | 3                                 | 3                                 |   |                     |                                   |                                   |                                   |                                   |                                   |  |  |                    |                    |                    |                    |                    |                    |                    |
|  | 7º                                | SESI-SP                           | 3                                 | 1                                 | 0                                 |   |                     |                                   |                                   |                                   |                                   |                                   |  |  |                    |                    |                    |                    |                    |                    |                    |
|  | 7º                                | SESI-SP                           | 3                                 | 1                                 | 0                                 |   | 2º                  | Praia Clube                       | 3                                 | 1                                 | 3                                 |                                   |  |  |                    |                    |                    |                    |                    |                    |                    |
|  |                                   |                                   |                                   |                                   |                                   |   | 2º                  | Praia Clube                       | 3                                 | 1                                 | 3                                 |                                   |  |  |                    |                    |                    |                    |                    |                    |                    |
|  |                                   | 3º                                | Minas TC                          | 2                                 | 3                                 | 0 |                     |                                   |                                   |                                   |                                   |                                   |  |  |                    |                    |                    |                    |                    |                    |                    |
|  | 3º                                | 3º                                | Minas TC                          | 2                                 | 3                                 | 0 | Minas TC            | 3                                 | 3                                 | –                                 |                                   |                                   |  |  |                    |                    |                    |                    |                    |                    |                    |
|  | 3º                                |                                   |                                   |                                   |                                   |   | Minas TC            | 3                                 | 3                                 | –                                 |                                   |                                   |  |  |                    |                    |                    |                    |                    |                    |                    |
|  | 6º                                | Rio do Sul Vôlei                  | 2                                 | 0                                 | –                                 |   |                     |                                   |                                   |                                   |                                   |                                   |  |  |                    |                    |                    |                    |                    |                    |                    |